# Ocnița (Ocnele Mari), Vâlcea
Ocnița este o localitate componentă a orașului Ocnele Mari din județul Vâlcea, Oltenia, România. Aici se află un ștrand cu apă sărată, frecventat de turiști în sezonul estival.

În 1982 în urma unor cercetări arheologice s-a descoperit un mormânt dublu de inhumație din perioada dacică care atestă practicarea ritualului inhumației la Ocnița și care a adus informații noi despre ritualul geto-dacilor și a unor elemente de civilizație precum pandativele-căldărușă.https://biblioteca-digitala.ro/?volum=9507-thraco-dacica--1-2-iv-1983
 Acest articol despre o localitate din județul Vâlcea este deocamdată un ciot. Puteți ajuta Wikipedia prin completarea lui.

1. ↑  Editura Academiei Române. „Thraco-Dacica, IV, nr. în TOM: 1-2, 1983”. Institutul de Arheologie "Vasile Pârvan". Accesat în 25 iunie 2024. Verificați datele pentru: |access-date= (ajutor)